# Noxon, Montana
Noxon, Montana (енгл. Noxon) насељено је место без административног статуса у америчкој савезној држави Монтана.

## Демографија
По попису из 2010. године број становника је 218, што је 12 (-5,2%) становника мање него 2000. године.
| Група             | 2000.       | 2010.       |
| Белци             | 223 (97,0%) | 200 (91,7%) |
| Афроамериканци    | 0 (0,0%)    | 0 (0,0%)    |
| Азијати           | 0 (0,0%)    | 1 (0,5%)    |
| Хиспаноамериканци | 1 (0,4%)    | 6 (2,8%)    |
| Укупно            | 230         | 218         |